# Adoración de los pastores (Ribera, Castellammare di Stabia)
La Adoración de los pastores es un óleo sobre lienzo de José de Ribera. Data de alrededor de 1650 y se conserva en la concatedral de María Santísima Asunta y San Catelo en Castellammare di Stabia (Italia).

## Historia y descripción
La obra, que se conserva en el crucero izquierdo de la concatedral de Castellammare di Stabia, es casi similar a la que se exhibe en el museo del Louvre de París, con la única excepción de que la parisina está pintada en vertical, mientras que la de Stabia lo está en horizontal. Dado que se desconoce la fecha de producción, no es posible definir cuál de los dos fue la original y cual la copia.
La escena muestra el episodio bíblico de la adoración de los pastores y se desarrolla en un escenario incierto, tal vez una cueva o un cobertizo, con el habitual fondo oscuro, propio del pintor, iluminado por un destello de cielo azul, en el que se vislumbra el ángel que anuncia a los pastores: en el centro, en un lecho de paja, el Niño Jesús con María a la izquierda, según algunos autores, pintada usando la imagen de la hija de Ribera, en actitud orante, y en una posición retrasada San José mirando a Jesús; la obra la completan tres pastores, dos de los cuales observan a Jesús, mientras que otro intenta traer un regalo (este último no está presente en el lienzo expuesto en el Louvre) y una mujer, con un cesto al hombro, de cara al espectador. Entre los diversos animales presentes se reconocen la mula y el buey, un perro y, al pie de la cuna, un cordero con las patas atadas, símbolo del sacrificio de Jesús. 